# ダーラム・ブルズ
ダーラム・ブルズ（Durham Bulls）は、アメリカ合衆国ノースカロライナ州ダーラムに本拠地をおくマイナーリーグの野球チーム。

## 概要
メジャーリーグのタンパベイ・レイズ傘下AAA級チームで、インターナショナルリーグに所属している。本拠地球場はダーラム・ブルズ・アスレチック・パーク。
創設は1902年に遡るが、度々解散を経験している。ニューヨーク・ヤンキースを始めとする多くの球団のアフィリエート・チームを経て、1980年からはA級カロライナリーグに所属し、アトランタ・ブレーブス傘下だった。1998年のMLB球団拡張に伴い、後述の映画による知名度などもあってAAA級に昇格し、新設されたタンパベイ・デビルレイズ(現レイズ)の傘下に収まった。
1988年公開のケビン・コスナー主演映画「さよならゲーム」（原題：Bull Durham）のモデルとなった球団として、広く知られるようになった。さらに35歳にしてメジャー・リーグ挑戦の夢を果たしたジム・モリスの実話をもとにした映画「オールド・ルーキー」(2002年公開)でも、主人公が一時所属するチームとして、ブルズが登場する。
所属経験のあるもっとも著名な選手は、アメリカ野球殿堂入りも果たしたジョー・モーガンである。1963年に当時親チームであったMLBヒューストン・コルト45's(現アストロズ)に昇格するまでの短期間、ブルズでプレーした。また、2012年にはレイズとマイナー契約した松井秀喜がプレーしていた。

## 選手名鑑

### 現役選手
| 投手 - 33 マット・アンドリース (Matt Andriese) - 12 ジェフ・ベリボー (Jeff Beliveau)* - 9 スティーブ・ゲルツ (Steve Geltz) - 24 ネイサン・カーンズ (Nathan Karns)* - 23 メリル・ケリー (Merrill Kelly) - 1 ブラウリオ・ラーラ (Braulio Lara) - 21 アダム・リベラトーレ (Adam Liberatore) - 29 ダグ・マシス (Doug Mathis) - 22 マイク・モンゴメリー (Mike Montgomery)* - 4 ジム・パターソン (Jim Patterson) - 34 C.J.リーフェンハウザー (C.J. Riefenhauser)* - 27 エニー・ロメロ (Enny Romero)* - 32 フアン・サンドバル (Juan Sandoval) - 40 ジェイク・トンプソン (Jake Thompson) - 11 カービー・イエーツ (Kirby Yates)* | 投手 - 33 マット・アンドリース (Matt Andriese) - 12 ジェフ・ベリボー (Jeff Beliveau)* - 9 スティーブ・ゲルツ (Steve Geltz) - 24 ネイサン・カーンズ (Nathan Karns)* - 23 メリル・ケリー (Merrill Kelly) - 1 ブラウリオ・ラーラ (Braulio Lara) - 21 アダム・リベラトーレ (Adam Liberatore) - 29 ダグ・マシス (Doug Mathis) - 22 マイク・モンゴメリー (Mike Montgomery)* - 4 ジム・パターソン (Jim Patterson) - 34 C.J.リーフェンハウザー (C.J. Riefenhauser)* - 27 エニー・ロメロ (Enny Romero)* - 32 フアン・サンドバル (Juan Sandoval) - 40 ジェイク・トンプソン (Jake Thompson) - 11 カービー・イエーツ (Kirby Yates)* | 捕手 - 41 カート・カサリ (Curt Casali) - 44 アリ・ソリス (Alí Solís) 内野手 - 30 ビンス・ベルノーム (Vince Belnome)* - 14 ウィルソン・ベテミー (Wilson Betemit) - 5 マイク・フォンテノー (Mike Fontenot) - 2 李學周 (Hak-Ju Lee)* - 13 レイ・オルメド (Ray Olmedo) - 6 ロビー・プライス (Robby Price) 外野手 - 15 ジャスティン・クリスチャン (Justin Christian) - -- ジェームズ・ダーネル (James Darnell) - 7 マイキー・マートック (Mikie Mahtook) - 35 ジェリー・サンズ (Jerry Sands) |
| * 40人ロースター 2014年9月2日更新 [公式サイト(英語)より：ロースター 選手の移籍・故障情報] | | |

### 過去の主な所属選手
- ジョー・モーガン
- ライアン・クレスコ
- チッパー・ジョーンズ
- アンドリュー・ジョーンズ
- ジェイソン・シュミット
- ケビン・ミルウッド
- エディ・ギャラード
- スコット・マクレーン
- アラン・ニューマン
- スティーブ・コックス
- ジム・モリス
- オーブリー・ハフ
- カール・クロフォード
- ロッコ・バルデッリ
- ランス・カーター
- ディッキー・ゴンザレス
- ホルヘ・カントゥ
- ジョーイ・ギャスライト
- デーモン・ホリンズ
- B.J.アップトン
- ケビン・キャッシュ
- ジェームズ・シールズ
- ベン・ゾブリスト
- ケビン・ウィット
- J.P.ハウエル
- ジャスティン・ルジアーノ
- エリオット・ジョンソン
- エバン・ロンゴリア
- ミッチ・タルボット
- ジョン・ジェイソ
- デビッド・プライス
- マット・ジョイス
- ホセ・ロバトン
- ショーン・ロドリゲス
- ウェイド・デービス
- ダン・ジョンソン
- デズモンド・ジェニングス
- ジェレミー・ヘリクソン
- レスリー・アンダーソン
- アレックス・カッブ
- ブランドン・ガイヤー
- マット・ムーア
- アレックス・トーレス
- スティーブン・ボート
- 松井秀喜
- クリス・アーチャー
- ジェイク・オドリッジ
- ウィル・マイヤーズ
- ティム・ベッカム